# Paul Schmitthenner (Architekt)

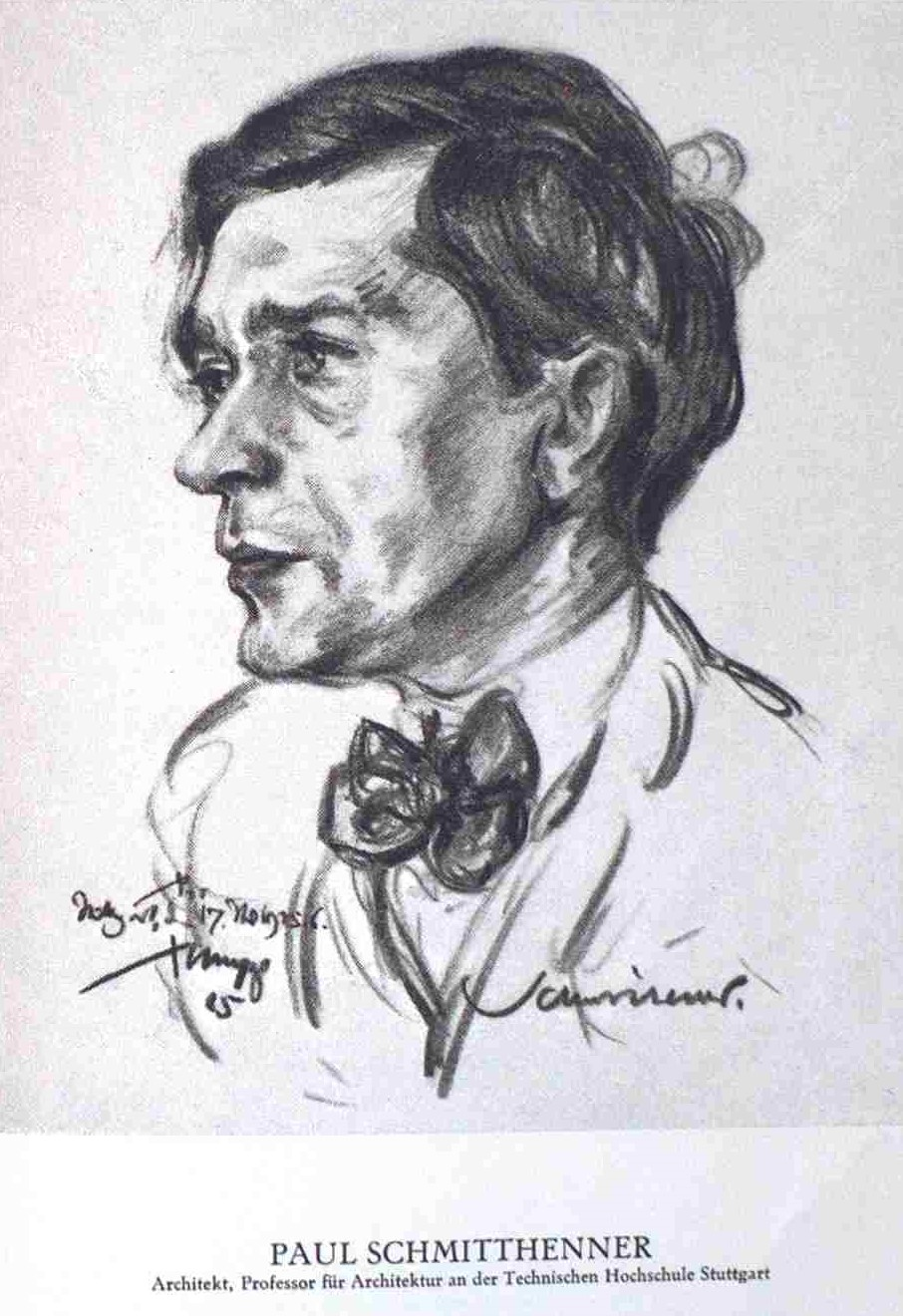
Emil Stumpp: Paul Schmitthenner (1926)

Paul Schmitthenner (* 15. Dezember 1884 in Lauterburg, Reichsland Elsaß-Lothringen; † 11. November 1972 in München) war ein deutscher Architekt und einflussreicher Hochschullehrer. Er zählt neben Paul Bonatz zu den Hauptvertretern der Stuttgarter Schule, der Heimatschutzarchitektur und – international gesehen – zur Architekturströmung des Traditionalismus.

## Leben
Schmitthenner wurde 1884 in Lauterburg im Elsass geboren. 1889 zog die Familie nach Barr im Elsass. Anschließend besuchte er das humanistische Gymnasium in Schlettstadt. Er studierte von 1902 bis 1907 Architektur an der Technischen Hochschule Karlsruhe und an der Technischen Hochschule München. Während seines Studiums wurde er 1902 Mitglied der Karlsruher Burschenschaft Ghibellinia. Bis 1909 arbeitete er beim Hochbauamt in Colmar, von 1909 bis 1911 im Büro des Architekten Richard Riemerschmid in München. 1911 bis 1913 war er erstmals in selbstständiger Tätigkeit leitender Architekt der Gartenstadt Carlowitz bei Breslau.
Von 1913 bis 1918 führte er, unterbrochen durch Kriegsdienst und Dienst beim Chef der Zivilverwaltung zur Organisation der „Kurland-Schau“, städtebauliche Planungen der Gartenstädte in Staaken, Plaue bei Brandenburg und Forstfeld bei Kassel für das Reichsamt des Inneren durch. Er machte dabei seit 1913 den Bau von „Volkswohnungen“ zu seinem Anliegen. Sein Konzept der „Gartenstadt“ überzeugte die Fachwelt durch besondere Qualitäten der räumlichen Anlage und der Hausformen. Der Wert des ebenerdigen Wohnens mit Arbeitsflächen und Ruhezonen im Garten wurde erkannt und herausgestellt.
Schmitthenner publizierte in der Folgezeit vielfach über „die deutsche Volkswohnung“, die gesund und preiswert sowie mit handwerklich gut gestaltetem und kostengünstigem Mobiliar ausgestattet sein sollte. In seine Schriften flossen dabei sowohl bodenreformerische Thesen als auch erste Leitgedanken zum ökologischen Bauen seines Vorbildes Theodor Fischer mit ein. 1918 wurde er durch Paul Bonatz als Professor für Baukonstruktion und Entwerfen an die Technische Hochschule Stuttgart berufen.
Zwischen den beiden Weltkriegen war er Vertreter der „ersten“ Stuttgarter Schule. 1928 war er Mitbegründer der Architektenvereinigung Der Block – konservative Architekten im Unterschied zu dem 1924 von führenden Vertretern der Moderne gegründeten Der Ring. 1931 wurde er Ehrendoktor der Technischen Hochschule Dresden, Mitglied der Preußischen Akademie der Künste Berlin und der Akademie der bildenden Künste Wien sowie der Kunstakademie München. 1932 veröffentlichte Schmitthenner das Buch „Das deutsche Wohnhaus“.
1933 trat Schmitthenner der NSDAP bei und wurde nach Berlin berufen, wo er die Staatshochschule für Kunst leiten, eine Professur an der Technischen Hochschule Berlin-Charlottenburg innehaben und das Referat für Kunsterziehung im Reichsministerium besetzen sollte. Kurzzeitig galt er als erster Baumeister des NS-Staates, lehnte dann jedoch den Ruf ab und geriet in Opposition zur Partei. 1941 wandte er sich mit seinem kritischen Vortrag Das sanfte Gesetz in der Kunst, in Sonderheit in der Baukunst von der gängigen Monumentalarchitektur ab.
In diesem Zusammenhang hatte Schmitthenner bereits im Herbst 1940 die Planung für die Wohn- und Waldstadt Heydebreck übernommen. Hierbei handelte es sich um eine neue Stadt für die Beschäftigten des sich parallel in der Gemeinde Heydebreck O.S. im Aufbau befindenden Hydrierwerks Heydebreck der IG Farben, die 30.000 Menschen Wohnungen in Ein- und Mehrfamilienhäusern nebst Grün- und Sportanlagen, Schulen, Rathaus, Krankenhaus, Geschäfte etc. bieten sollte.
In der Endphase des Zweiten Weltkriegs nahm ihn Adolf Hitler im August 1944 in die Gottbegnadeten-Liste der wichtigsten Architekten auf, was ihn von einem Kriegseinsatz, auch an der Heimatfront, befreite. Im September 1944 siedelte er nach Zerstörung seines Wohnhauses auf dem Killesberg und der Technischen Hochschule Stuttgart in einen Seitenflügel von Schloss Kilchberg bei Tübingen um, wo er weiter universitäre Vorlesungen hielt.

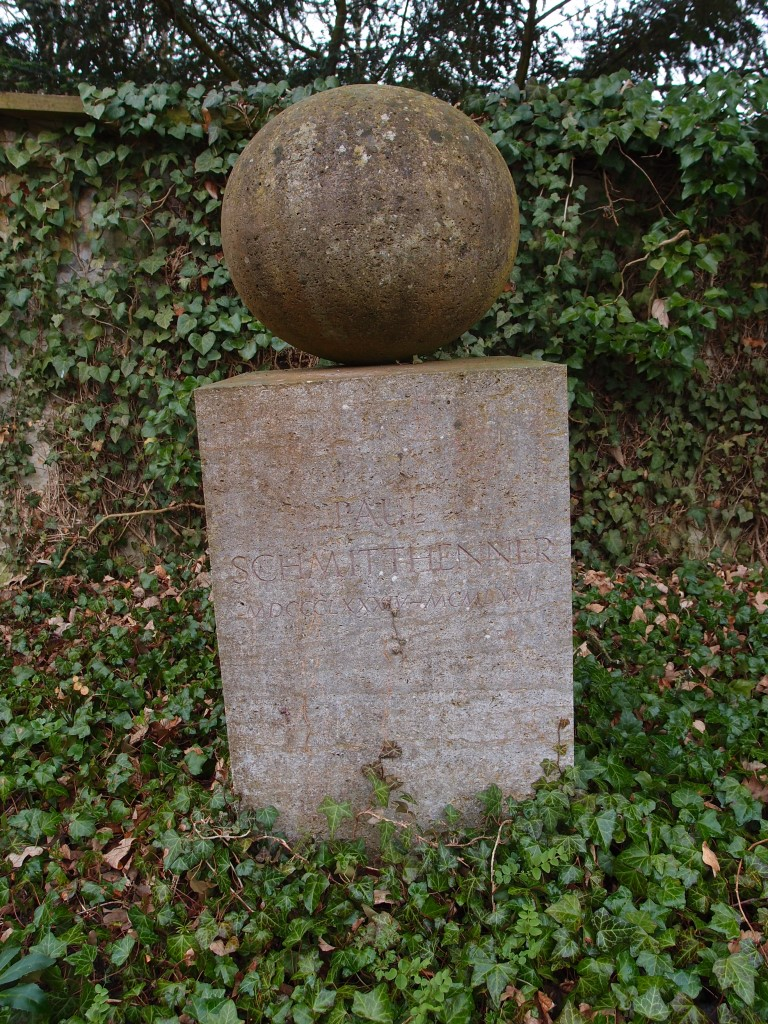
Grab von Paul Schmitthenner in Tübingen-Kilchberg

Nach dem Zweiten Weltkrieg wurde er auf Befehl der amerikanischen Militärregierung aus dem Staatsdienst entlassen. 1947 wurde er vor einer Spruchkammer als Entlasteter freigesprochen, die Wiedereinsetzung in sein Hochschulamt scheiterte jedoch. Ab 1949 war Schmitthenner Mitglied der Bayerischen Akademie der Schönen Künste. 1952 ernannte man ihn zum Ehrenbürger seines Wohnorts Kilchberg bei Tübingen, im selben Jahr wurde ihm der Orden Pour le mérite für Wissenschaften und Künste verliehen.
1953 wurde er emeritiert, 1954 Ehrenmitglied: Deutsche Akademie für Städtebau und Landesplanung. 1955 wurde ihm die Ehrendoktorwürde der Technischen Hochschule Dresden erneut verliehen. 1964 erhielt er das Große Verdienstkreuz mit Stern der Bundesrepublik Deutschland. Bedingt durch ein Augenleiden zog er 1971 zu seinem Sohn nach München, wo er im Folgejahr im Alter von 87 Jahren, zuletzt erblindet, starb.
Schmitthenner war ab 1908 verheiratet mit Marie Charlotte, geb. Schütz, († 1959) aus Barr; der Ehe entsprangen die zwei Söhne Martin († 1940 in Frankreich) und Hansjörg sowie die Tochter Barbara. Nach dem Tod seiner ersten Ehefrau heiratete Schmitthenner 1960 Elisabeth Prüß (1921–2017) aus Neustadt (Holstein) und hatte mit dieser einen weiteren Sohn, Johannes.

## Rezeption
Wolfgang Voigt wies in einem ausführlichen Artikel 1985 auf die Bedeutung des Werkes von Schmitthenner hin, kuratierte und zeigte 2003 im DAM (Deutschen Architektur Museum Frankfurt) die Ausstellung Schönheit ruht in der Ordnung. Paul Schmitthenner 1884–1972 (Katalog).

## Werk

### Bauten und Entwürfe
- 1911–1913: Villenkolonie (Gartenstadt) Carlowitz bei Breslau
- 1914–1917: Gartenstadt Staaken bei Berlin[7]
- 1916–1917: Gartenstadt Plaue (seit 1952 Ortsteil von Brandenburg an der Havel), für Beschäftigte der Königlich-Preußischen Pulverfabrik Kirchmöser[8]
- 1916–1919: Gartenstadt Piesteritz (mit Otto Rudolf Salvisberg), für Beschäftigte der Reichsstickstoffwerke Piesteritz
- 1922: Wohnhaus für die Schriftstellerin Annette Kolb bei Badenweiler, mit Wilhelm Jost
- ab 1922: diverse Einfamilienhäuser in Stuttgart
- 1923: Siedlung Ooswinkel in Baden-Baden
- 1925: Wohnhaus in freier Höhenlage am Württemberg
- 1925: Deutsches Ausland-Institut am Charlottenplatz in Stuttgart
- 1925/26: Villa Roser in Stuttgart
- 1928: Wohnhaus in Berlin-Zehlendorf
- 1928: Wohnheim für ausländische Studierende (heute: Leibniz Kolleg) in Tübingen
- 1928/29: Bauausstellung 1928 Gagfah-Versuchs- und Forschungssiedlung, Berlin-Zehlendorf, mit Architektengarten, Am Fischtal 4
- 1930: Hohensteinschule (jetzt Robert-Bosch-Schule) in Stuttgart-Zuffenhausen
- 1931: Verbindungshaus Burschenschaft Germania in Tübingen
- 1931–1971: Wiederaufbau des Alten Schlosses in Stuttgart
- 1933: Kochenhofsiedlung in Stuttgart[9]
- 1934: Entwurf für den deutschen Ausstellungspavillon auf der Weltausstellung Brüssel 1935 (von Adolf Hitler abgelehnt)
- 1934: Autobahnmeisterei Karlsruhe
- 1935–1937: Schmitthenner-Siedlung in Friedrichshafen
- 1936: Wohnhaus Werner, Eduard-Pfeiffer-Straße 89, Stuttgart (1962 durch Schmitthenner umgebaut, 2021–22 abgerissen)[10]
- 1936–1937: Wohnhaus Prof. Köster, Eduard-Pfeiffer-Straße 79, Stuttgart (2019 abgerissen)[11]
- 1938: Reichsautobahntankstelle Mannheim-Seckenheim[12]
- 1946–1949: Wiederaufbauplanungen für Freudenstadt
- 1947–1949: Wiederaufbauplanungen für Mainz[13]
- 1953: Haus Schmitthenner in München
- 1953: Haus Schmitthenner in Stuttgart
- 1953: Königin-Olga-Bau in Stuttgart
- 1956: Verwaltungsgebäude der Frankona Rückversicherung in München
- 1955–1958: Rathaus in Hechingen[14]
- 1958/59: Erinnerungsmal für die Gefallenen des Ortes und der Schule in Kilchberg bei Tübingen
- 1959: Charlottenschule in Tübingen
- 1963: Haus Kienzle in Baden-Baden
- 1960–1966: Deutsche Kriegsgräberstätte Bourdon bei Bourdon (Frankreich)

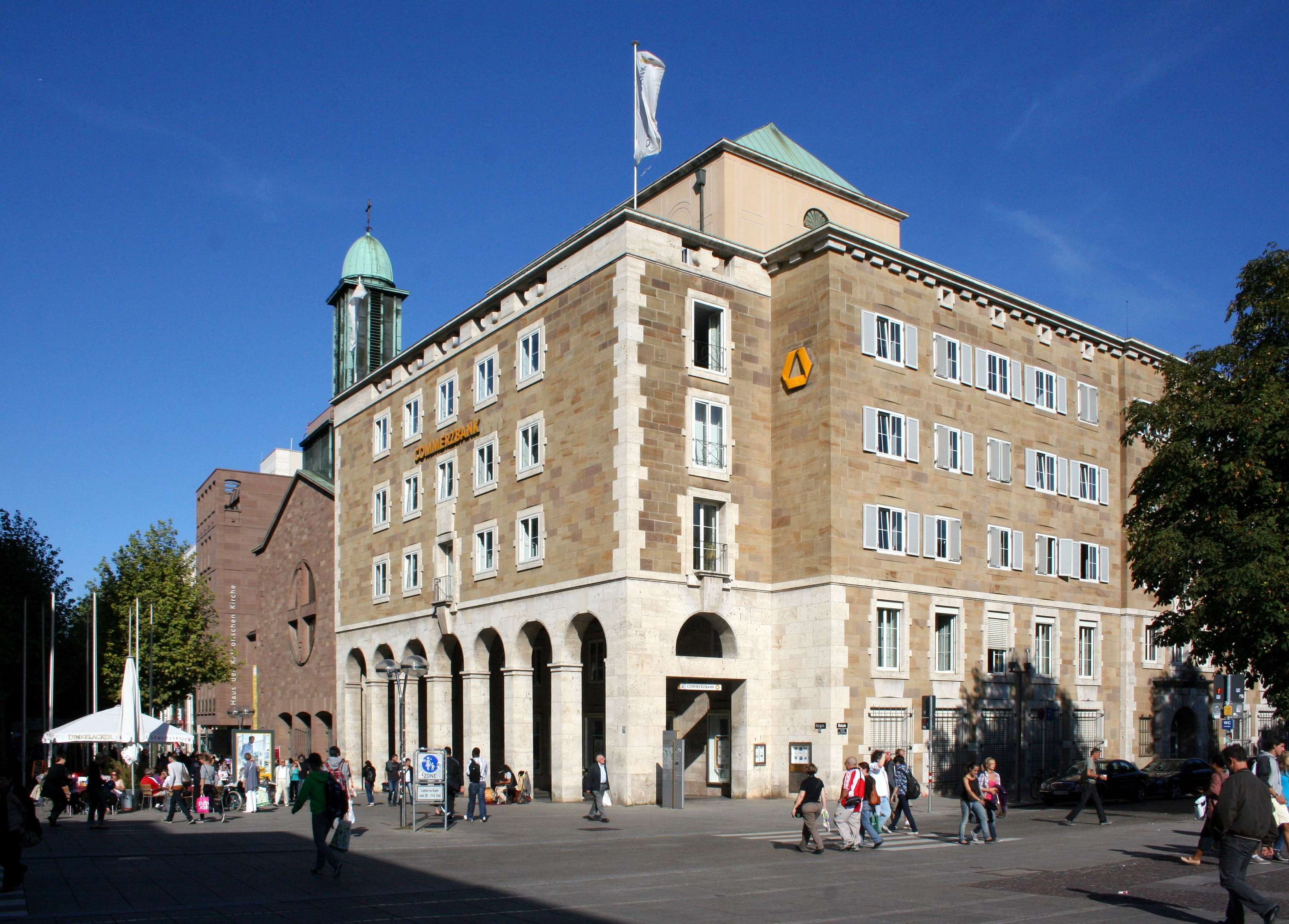
Königin-Olga-Bau in Stuttgart
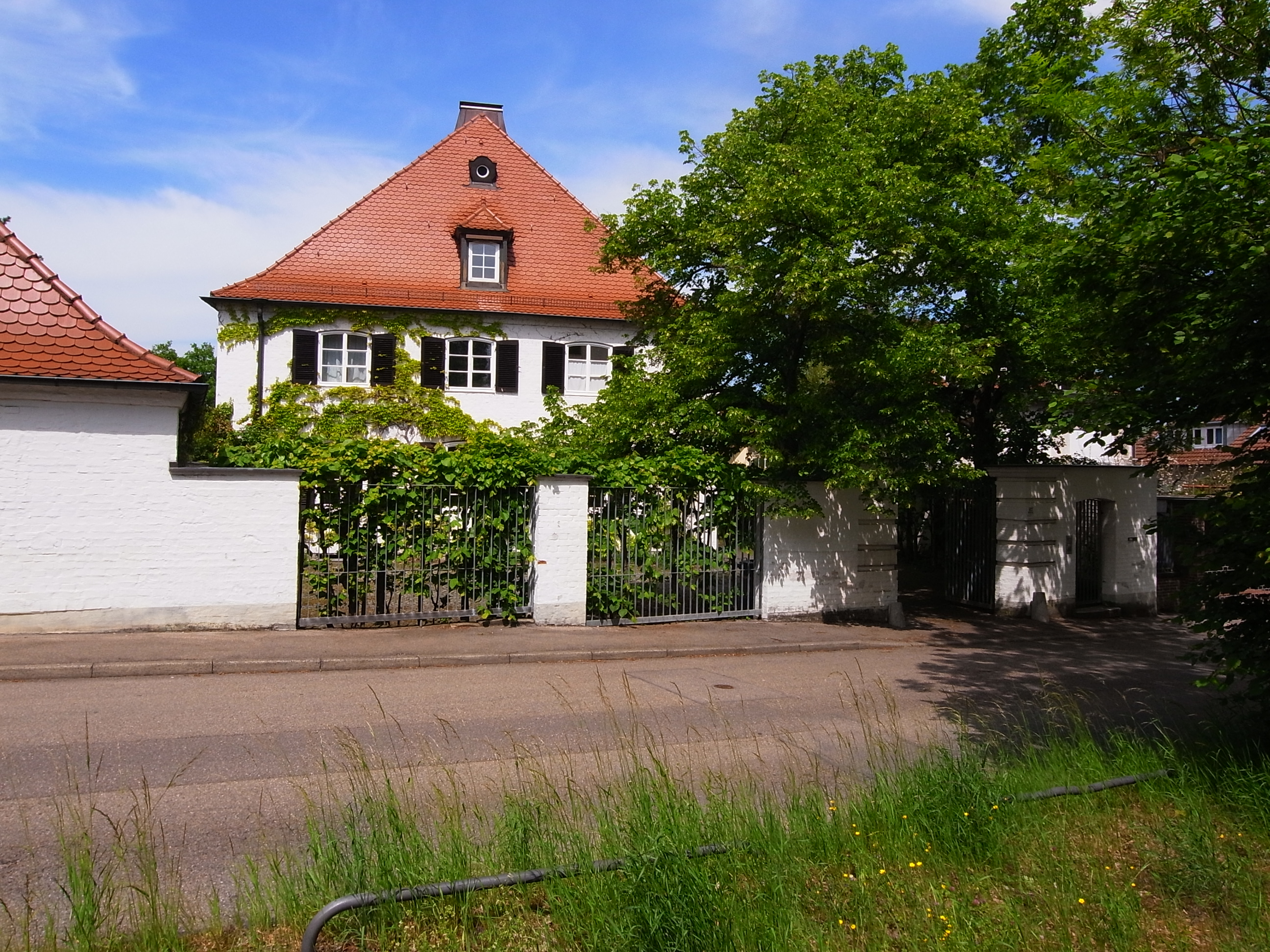
Villa Zerweck in der Feuerbacher Heide
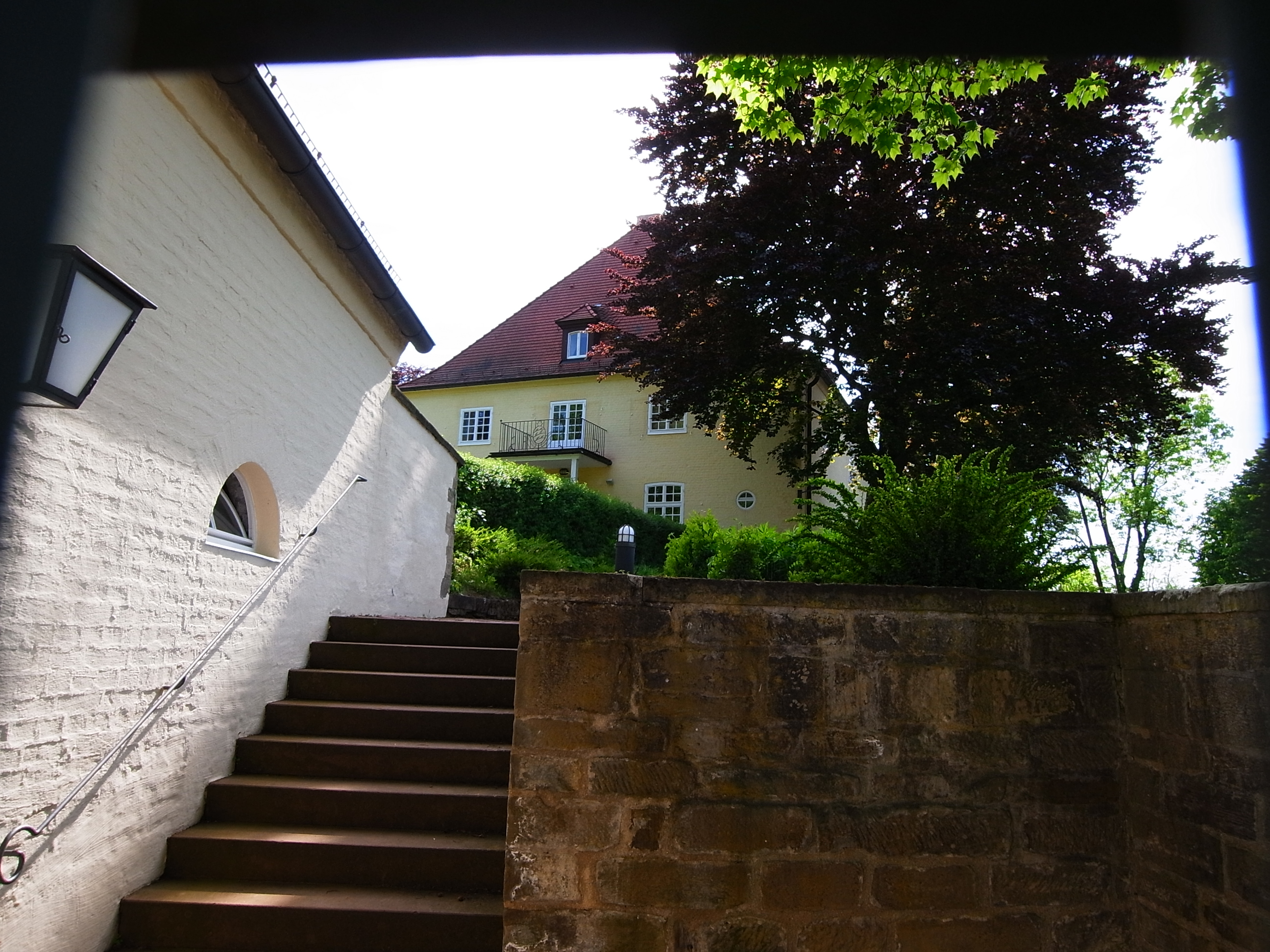
Die Villa für die Fabrikantenfamilie Roser (Villa Roser)
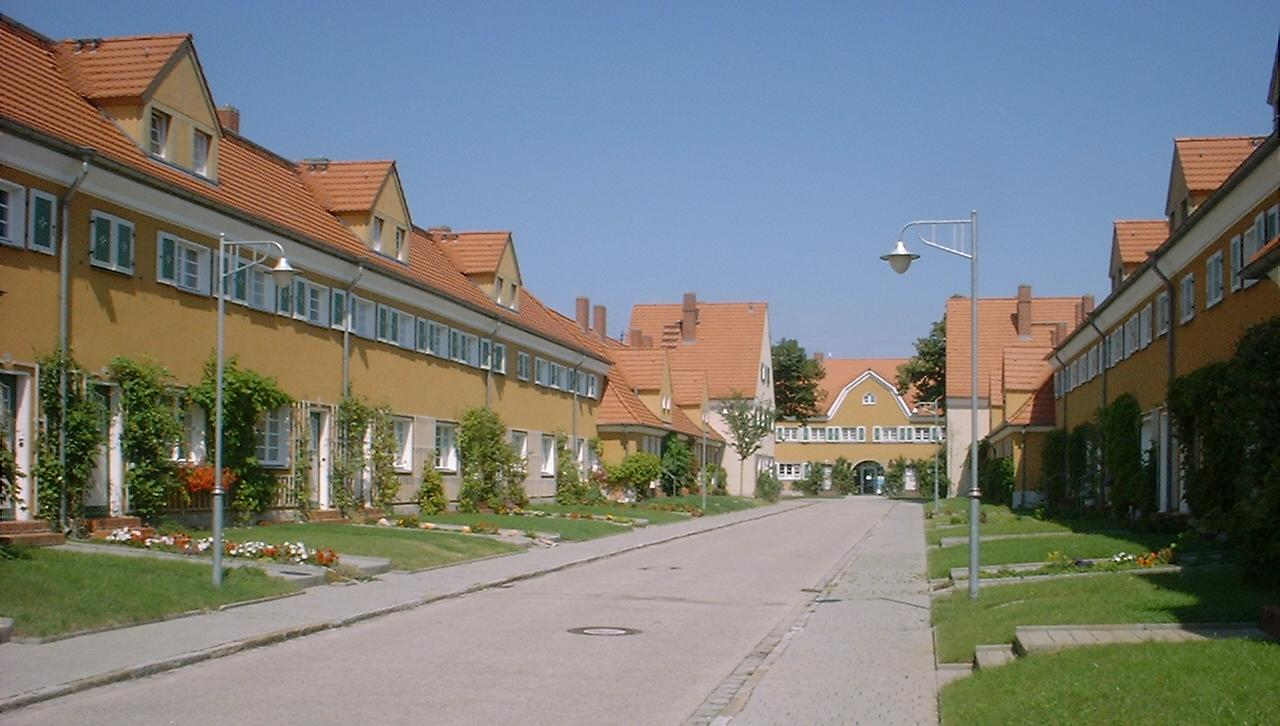
Werkssiedlung Piesteritz
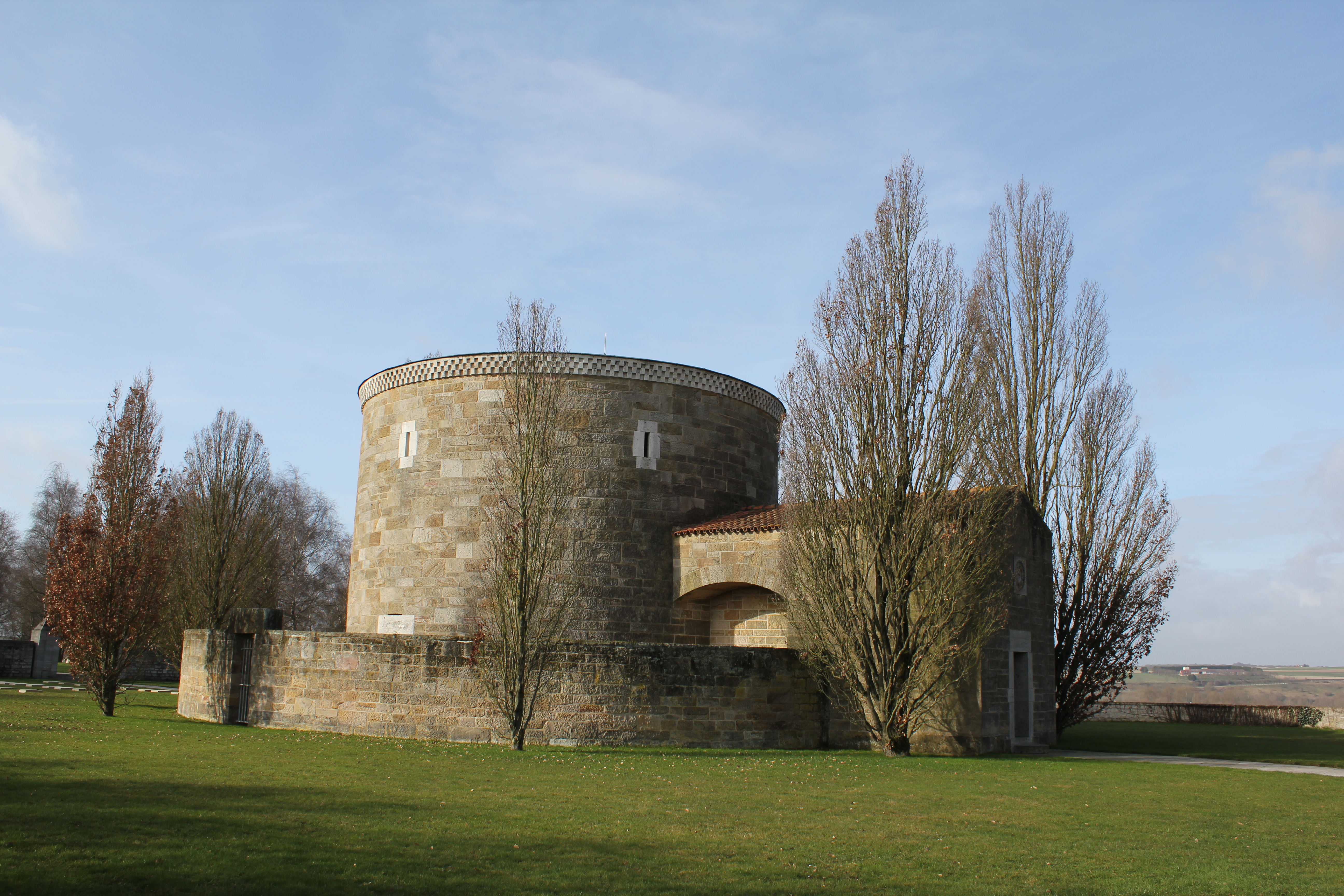
Hauptgebäude des Soldatenfriedhofs bei Bourdon

### Schriften
- Das deutsche Wohnhaus. (Band 1 der geplanten Reihe „Baugestaltung“) Wittwer, Stuttgart 1932.
- mit Otto Graf, H. Reiher, Erich K. Hengerer und Fritz Kreß / Verein Deutsches Holz (Hrsg.): Die 25 Einfamilienhäuser der Holzsiedlung am Kochenhof. Verlag Julius Hoffmann, Stuttgart 1933.
  - Andreas K. Vetter (Hrsg.): Die 25 Einfamilienhäuser der Holzsiedlung am Kochenhof. Kommentierte Ausgabe der Schrift von 1933. Spurbuchverlag, Baunach 2006, ISBN 3-88778-305-0.
- Die Baukunst im Neuen Reich. Callwey, München 1934.
- Das sanfte Gesetz in der Kunst, in Sonderheit in der Baukunst. Rede. Hünenburg, Straßburg 1943.
- Gebaute Form. Variationen über ein  Thema mit 60 Zeichnungen in Faksimile. Aus dem Nachlass bearbeitet und herausgegeben von Elisabeth Schmitthenner. Koch, Leinfelden-Echterdingen 1984, ISBN 3-87422-603-4.